# 1843年の相撲
1843年の相撲（1843ねんのすもう）は、1843年の相撲関係のできごとについて述べる。

## 興行
- 1月場所（江戸相撲）[1]
  - 興行場所:本所回向院
  - 2月23日（旧1月25日）より晴天10日間興行
- 5月場所（大坂相撲）[1]
  - 興行場所:難波新地
- 8月場所（京都相撲）[1]
  - 興行場所:四条河原
  - 8月30日（旧8月6日）より晴天5日間興行
- 上覧相撲[2]
  - 将軍徳川家慶上覧
  - 上覧場所:江戸城吹上
  - 上覧日:10月18日（旧9月25日）
- 10月場所（江戸相撲）[3]
  - 興行場所:本所回向院
  - 12月6日（旧10月15日）より晴天10日間興行